# Gruta do Ioiô
A Gruta do Ioiô, ou de Manoel Ioiô, é uma caverna localizada na cidade brasileira de Iraquara, na região central da Chapada Diamantina, no estado da Bahia. Possui uma extensão de 4 100 metros, conforme medição realizada pelo Grupo Bambuí. É uma das atrações turísticas da cidade.
"Gruta do Ioiô é uma caverna autógena formada pela dissolução de águas subterrâneas de calcilutitos, calcissiltitos, calcarenitos, calcários dolomíticos e dolomitos da unidade Nova América da Formação Salitre (Grupo Una) que foi depositado em um ambiente marinho raso Neoproterozoico", na definição de Eltink e outros, identificada pela Sociedade Brasileira de Espeleologia com o código BA_100, fazendo parte do sistema de cavernas Iraquara, considerado o mais importante do Brasil.

## Características
Integra, junto à Gruta do Impossível, um sistema cárstico, comum na cidade de onde vem o "Sistema Iraquara" de cavernas no conjunto geológico da Formação Salitre do Grupo Una. O sistema Ioiô-Impossível possui uma extensão de 6,3 quilômetros, com dutos estreitos e poucas ramificações.
É uma lapa parcialmente inundada que fornece uma acumulação de fósseis que datam do final do período Pleistoceno ao começo e meio do Holoceno, que indicam a existência de florestas no passado da área. Sua entrada possui uma dolina de colapso, comum nas cavernas de Iraquara, que "são caracterizadas por passagens secas ou drenadas por cursos d'água intermitentes" mas com registros, como é o caso do sistema Ioiô-Impossível, de lagos e rios em seu interior que, num declive ali de 500 metros, flui para o sistema formado pelo rio Santo Antônio.
No seu interior foram nomeadas as formações, como a "Passagem do Baiano", os dutos "Águas Claras" e "Cordilheira", e o "Salão Ferrugem" com inúmeros registros fósseis.

## Sítio fóssil
Na gruta do Ioiô foram encontrados bastantes restos fossilizados e uma variada fauna que viveu no passado remoto da Chapada. "A passagem subterrânea para os sítios com fósseis encontra-se permanentemente preenchida por água, distanciando-se cerca de 250 m (em distância linear) da entrada da gruta".
No meio aquático ali existente foram encontrados restos de vários espécimes animais a paleofauna, como os mamíferos Palaeolama major (Camelidae) , Pecari tajacu (Tayassuidae), Puma concolor e Leopardus pardalis (Felidae), Chrysocyon brachyurus (Canidae) e outros como exemplares de Mustelidae, Rodentia e Chiroptera, um não-identificado exemplar de Didelphidae, além de um jacaré crocodiliano e Siluriformes - registrando a equipe de Eltink que "o intervalo de tempo dos fósseis da Gruta do Ioiô" vão "desde o Pleistoceno Superior até o Holoceno Inferior-Médio, abrangendo o Último Máximo Glacial" e que "o registro de táxons, como Myocastor coypus (um roedor semiaquático atualmente distribuído na América do Sul subtropical e temperada) e Chrysocyon brachyurus (um típico habitante de campos abertos) mostra que a paisagem do passado, composta por florestas e/ou vegetações savânicas, contrasta com os matagais xéricos arbóreos que atualmente cobrem a área".

## Turismo
O passeio à gruta de Manoel Ioiô tem uma duração média de uma hora e meia, sendo necessário o acompanhamento de guia. No seu interior os atrativos são os espeleotemas, alguns deles com formas que lembram figuras de animais.